# Gelderwoudse Polder
De Gelderwoudse Polder is een poldergebied en een voormalig waterschap in de gemeente Zoeterwoude, in de Nederlandse provincie Zuid-Holland.
Het waterschap was in 1958 ontstaan bij een fusie van de volgende waterschappen:
- De Oude Gelderwoudse Polder  (noordelijk)
- De Nieuwe Gelderwoudse Polder  (zuidelijk)

Beide polders waren in 1628 bepolderd en het waterschap was verantwoordelijk voor de bemaling en de waterhuishouding in de polders.
Ten westen van de polders ligt de Noord Aa en de Weipoortse Vliet.